# Tabar
Pour l’article ayant un titre homophone, voir Tabarre.
Pour les articles homonymes, voir Tabar (homonymie).

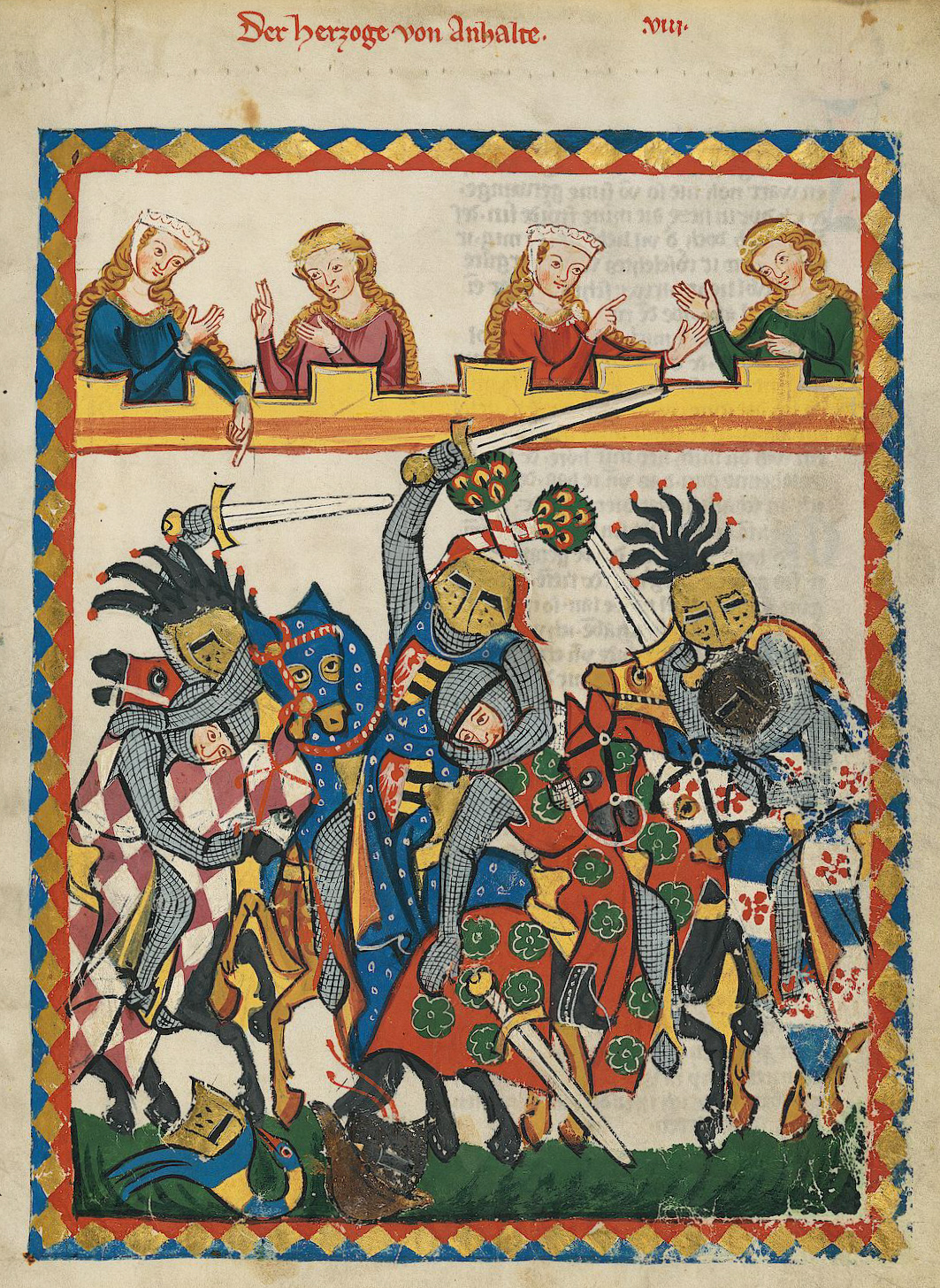
Trois chevaliers portant une panoplie héraldique complète : tabard, écu et caparaçon. Codex Manesse.

Le tabar ou tabard est une sorte de surcot que l'on revêtait au-dessus de l'armure, à l'époque médiévale. Il est fréquemment orné d'armoiries.

## Fonctions
Le tabard est identifiable dès la première croisade. Il est alors un élément pleinement fonctionnel de la panoplie chevaleresque. Il protège le combattant du soleil, et éventuellement de la pluie, en limitant la chauffe du soleil sur le métal. Il permet ainsi de conserver une température tolérable à l'intérieur de la cuirasse. Rapidement, néanmoins, le tabard a fait l'objet de décoration. Il s'est ainsi chargé d'une double fonction d'identification et de représentation. Tout d'abord, en effet, il permettait de reconnaître le chevalier, par ses ornements. Il est ainsi devenu, avec l'écu et le caparaçon, le principal support des armoiries. En langue anglaise, c'est ainsi par le nom de cette pièce, coat of arms, qu'on désigne des armoiries. Ensuite, il pouvait permettre à son propriétaire d'exhiber sa fortune en arborant un vêtement fait d'étoffe précieuse abondamment brodée. 

## Évolution

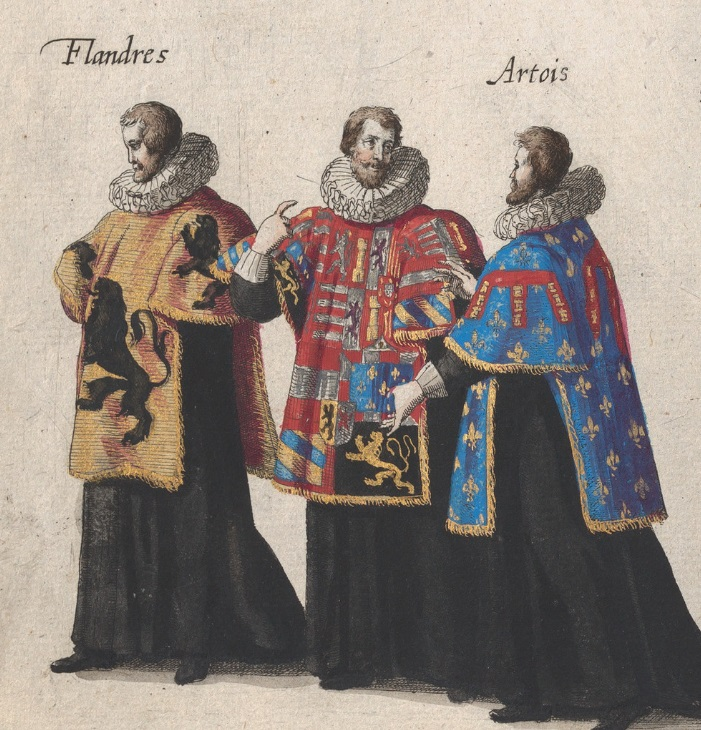
Des hérauts durant les funérailles de l'archiduc Albert

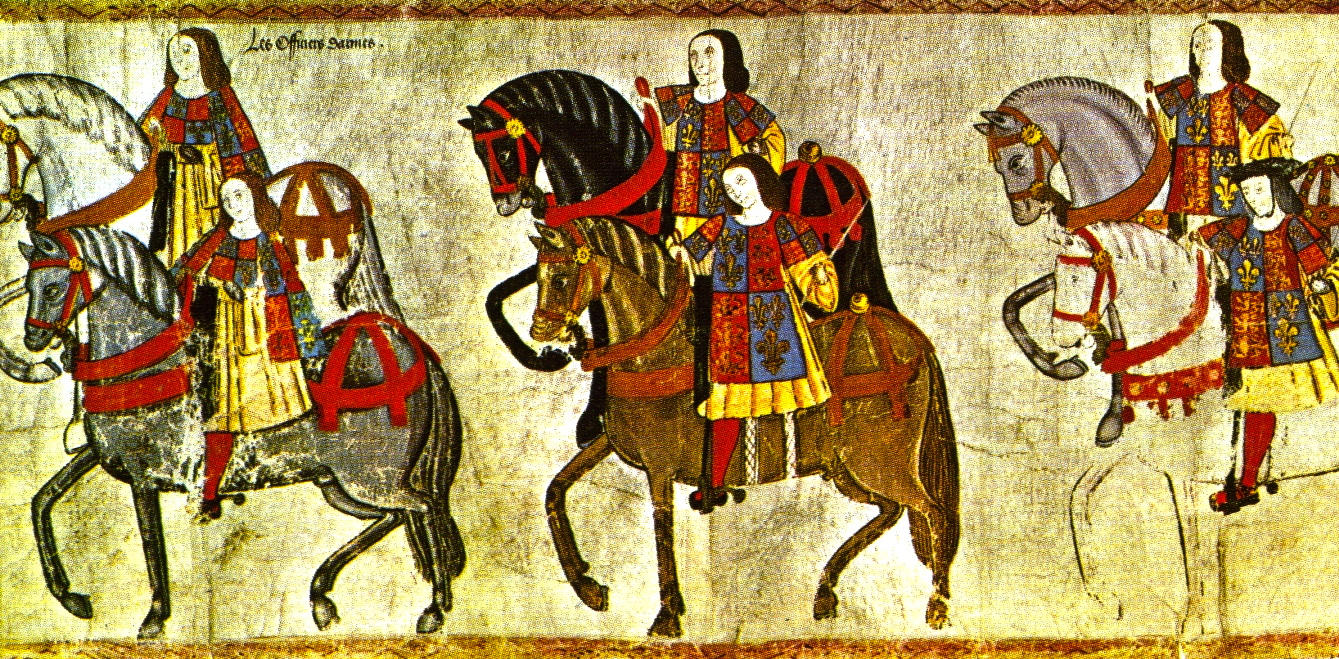
Des hérauts anglais en grande tenue dans une procession, 1511.

Les premiers tabards sont des tuniques peintes, ou formées d'un assemblage de plaques de tissu d'une forme simple. Il s'agit de vêtements tubulaires, souvent dénués de manches. Ils se portent alors par-dessus la cotte de mailles. Avec les siècles, le tabard va se raffiner pour devenir peu à peu un objet très précieux. La forme même du vêtement change : il s'ouvre sur les côtés, pour pouvoir être apposé sur les armures de plus en plus rigides et se dote de manches. Aux XVe et XVIe siècles, le tabard trouve sa forme classique, composée de quatre pans inégaux de tissu : deux grands et deux petits, formant les manches. À cette époque, on voit apparaître des tabards à la finalité clairement somptuaire, faits de draps d'or, satins et damas de soie, richement brodées et frangées ; cela a pour principale conséquence de rendre le vêtement lourd, rigide et peu commode sur les champs de bataille. De fait, au XVIe siècle, on le retrouve plus dans l'iconographie que sur le front. C'est ainsi le vêtement par excellence du chevalier se faisant représenter en donateur dans les œuvres de dévotion, tableaux, et vitraux.

## Le vêtement du héraut

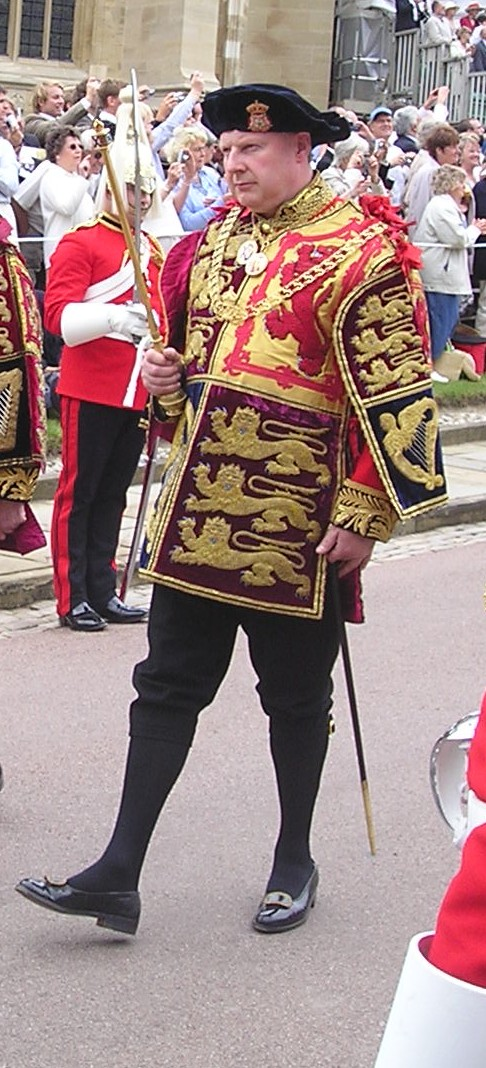
Le roi d'armes principal de l'ordre de la Jarretière, Thomas Woodcock portant le tabard aux armes du Royaume-Uni en 2006

Si le tabard est à l'origine un vêtement issu de la panoplie du chevalier, il va se singulariser avec les siècles comme le symbole de l'office d'armes. Bien qu'on ne sache pas exactement comment, il va en effet devenir l'élément d'identification des hérauts, alors même que ces derniers ne le portent que dans les occasions les plus formelles. Il figure à ce titre sur la gravure de la pompe funèbre de Charles III de Lorraine. Il est aujourd'hui encore porté par la plupart des officiers d'armes encore en exercice, notamment au Royaume-Uni.
Les hérauts et rois d'armes portaient le tabard dans le sens "normal", c'est-à-dire avec les deux longs pans sur l'avant et l'arrière, tandis que les poursuivants d'armes devaient la porter de travers, les longs pans tombant sur les bras; toutefois au Royaume-Uni (où il y a encore des hérauts, poursuivants et rois d'armes en activité) cette coutume est tombée en désuétude depuis le règne de Jacques II.

## Quelques tabards conservés dans des musées

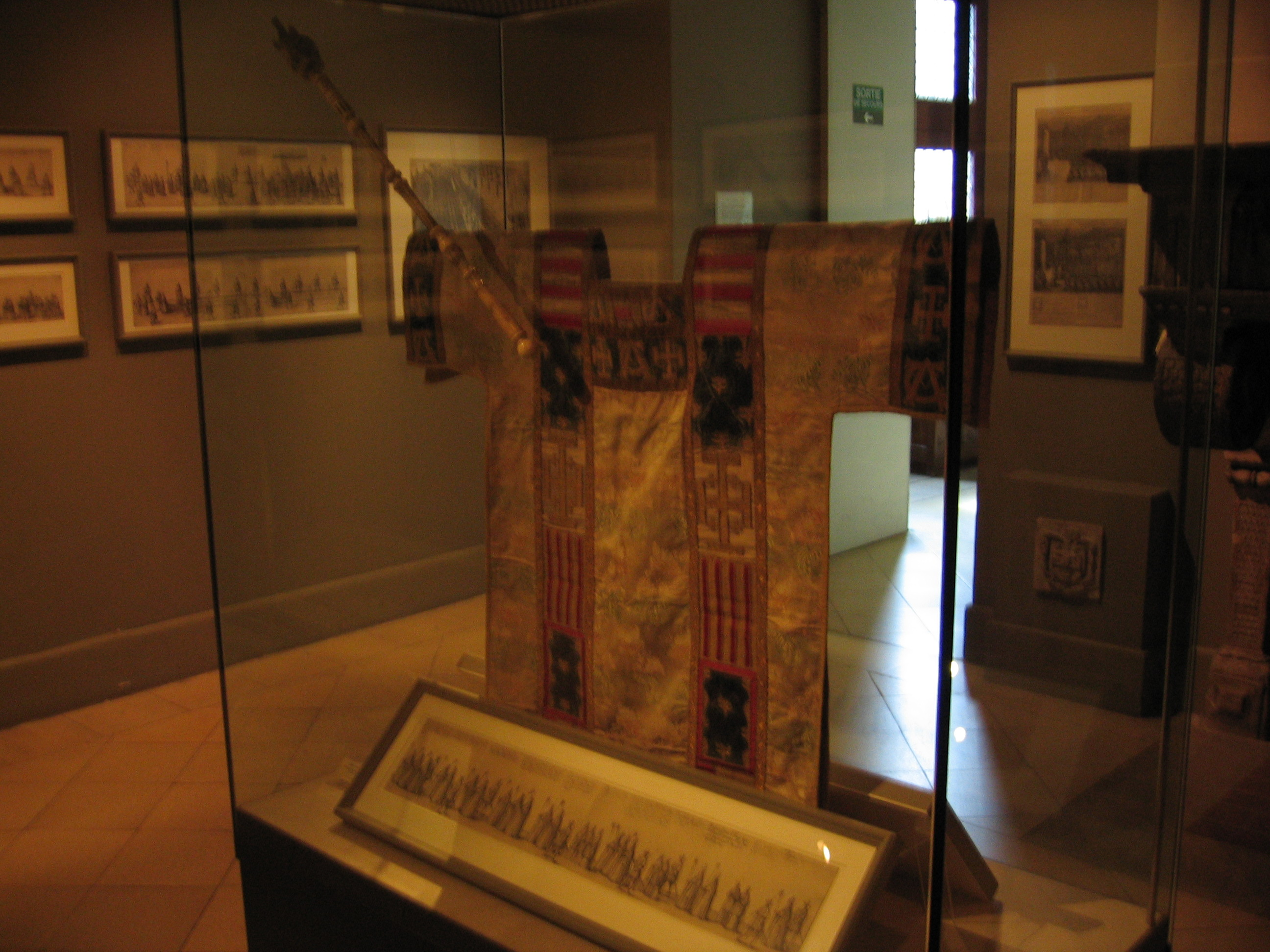
Tabard aux armes de Lorraine

(liste non exhaustive)
- Basilique de Saint-Denis

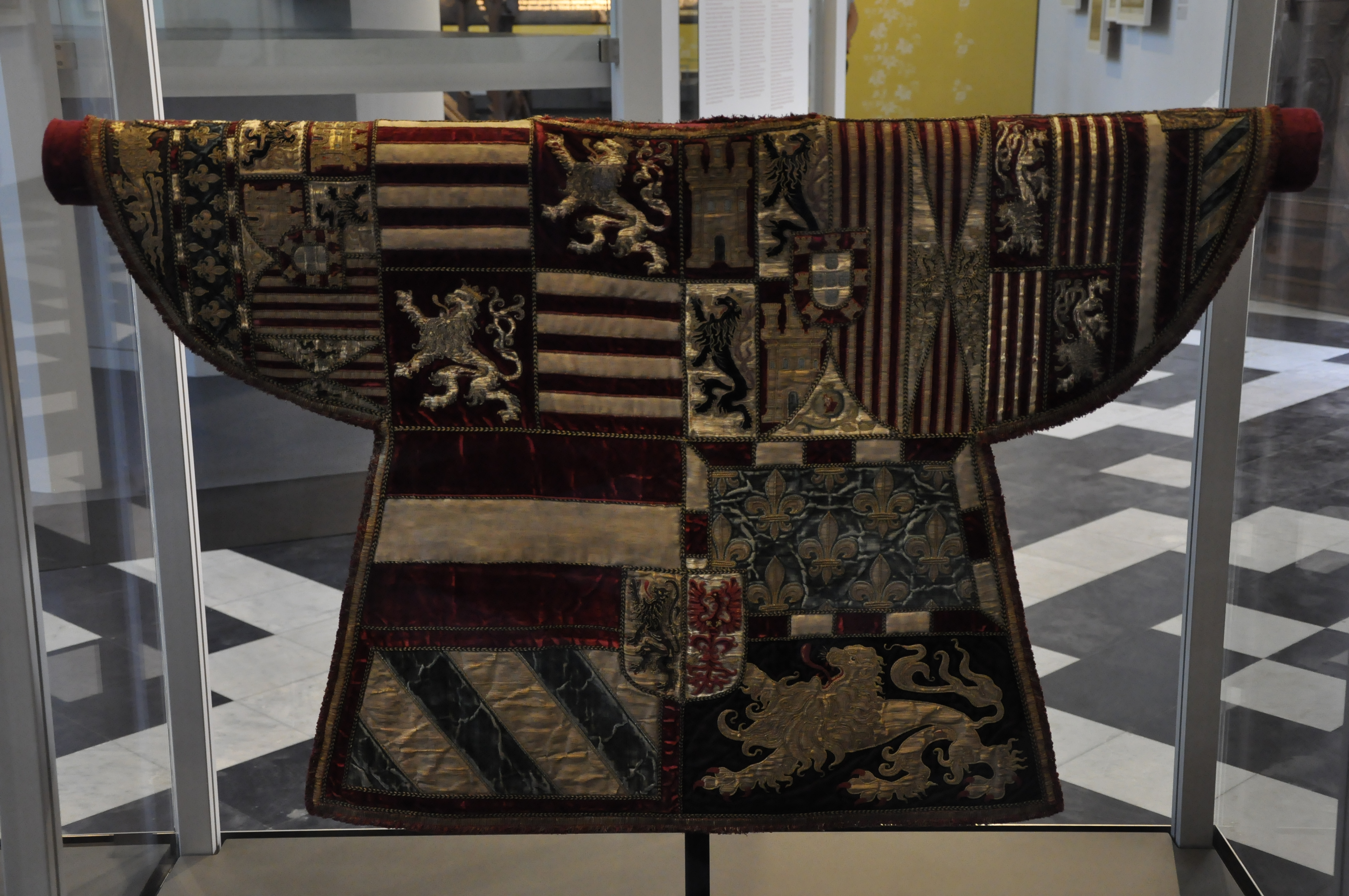
Tabard aux armes des archiducs Isabelle et Albert conservé à Gand

  - Tabards ayant servi au sacre de Charles X de France
- Musée lorrain à Nancy
  - Tabards des hérauts lorrains
- Musée national des carrosses à Lisbonne
  - Tabards des rois d'armes du Royaume de Portugal (XVIIIe siècle)
- Rijksmuseum d'Amsterdam
  - Tabards aux armes du prince d'Orange (XVe siècle)
  - Tabards aux armes de la maison d'Orange-Nassau (XVIIe siècle)
- Stadsmuseum de Gand
  - Tabard aux armes des Archiducs Isabelle et Albert
- Kunsthistorisches Museum de Vienne
  - Tabards aux armes des provinces des Pays-Bas méridionaux, XVIIe siècle
  - Tabards aux armes de François Ier de Habsbourg-Lorraine et de Marie-Thérèse d'Autriche
- Musée de l'armurerie du Palais royal de Stockholm
  - Tabards des ordres de chevalerie suédois.